# Dystrykt Mubende
Dystrykt Mubende – dystrykt w środkowej Ugandzie, którego siedzibą administracyjną jest miasto Mubende. Dystrykt Mubende został pomniejszony w lipcu 2005 roku wraz z utworzeniem nowego dystryktu Mityana. W 2002 roku, liczył 690 tys. mieszkańców.
Dystrykt Mubende graniczy na północy z dystryktem Kyankwanzi, na północnym wschodzie z dystryktem Kiboga, na wschodzie z dystryktem Mityana, na południu z dystryktem Gomba i z dystryktem Sembabule, na południowym zachodzie z dystryktem Kyegegwa i na północnym zachodzie z dystryktem Kibaale. 
Główną działalnością gospodarczą w Mubende jest rolnictwo, z przewagą roślin spożywczych, takich jak: słodkie ziemniaki, fasola, maniok, kukurydza, banany, orzeszki, cebula, kapusta, pomidory, kawa i herbata.